# Алма Карлин
Алма Ида Вилибалда Максимиляна Карлин (на словенски: Alma Ida Wilibalda Maximiliana Karlin) е словенско-австрийска пътешественичка, писателка, поетеса, колекционерка, полиглот и теософист.

## Биография
Родена е в град Целе, Австро-Унгария, в семейството на майор Якоб Карлин, офицер в австро-унгарската армия и Вилибалда Михеляк, учителка. Баща ѝ умира, когато е на 8-годишна възраст.
След като завършва средното си образование в Грац, пътува до Лондон, където продължава образованието си. Изучава английски, френски, латински, италиански, норвежки, датски, фински, руски и испански език. По-късно изучава и персийски, китайски и японски език.
Започва да работи по своя (непубликуван) речник на десет езика, включително и словенски език.
При избухването на Първата световна война през 1914 г. Карлин трябва да се премести в Швеция и Норвегия, тъй като във Великобритания гражданите на Австро-Унгария са персона нон грата. Там се среща с шведската писателка Селма Лагерльоф, която е толкова впечатлена от нея и творбите ѝ, че я предлага за Нобелова награда за литература.
През 1919 г. се завръща в Целе, който вече е в кралство Югославия. Почти веднага след това обаче тя започна да събира пари за друго пътуване. За целта открива езиково училище в Целе, където преподава до десет часа на ден, а свободното си време прекарва в рисуване и писане. На 24 ноември 1919 г. тръгва отново, този път на деветгодишно пътуване по света. Посещава Южна и Северна Америка, тихоокеанските острови, Австралия и различни азиатски страни. Последната част от пътуването ѝ по света е Индия.
През януари 1928 г., по молба на умиращата си майка, Алма Карлин се завръща у дома. Никога повече не предприема пътувания. Прекарва по-голямата част от времето си в писане. Около 1934 г. започва да развива интерес към изучаването на теософията. В по-късните години, особено по време на Втората световна война, се приближава към католицизма.
Описва пътуванията си в стотици публикации в различни списания и вестници, включително вестника на германците в Целе Cillier Zeitung и германските вестници Neue Illustrierte Zeitung и Der Deutschen Bergknappe. След завръщането си у дома пише множество литературни произведения, художествени и нехудожествени. Пише на немски език до възхода на нацисткия режим, когато го изоставя в знак на протест. В Германия книгите ѝ са изгорени от нацистите. Пише и на английски език за англоговорещите страни. През 1937 – 1938 г. френско-германският журналист, писател и антинацист Ханс Йоахим Бонсак намира убежище в дома ѝ.
Скоро след нахлуването на германската армия в Югославия през април 1941 г. е арестувана и изпратена в Марибор, където заедно с хиляди словенци изчаква екстрадиция в Сърбия. Освободена е благодарение на намесата на приятелката си Тея Гамелин. Завръща се в Целе, където живее под домашен арест. През пролетта на 1944 г. решава да избяга в южната словенска област Бяла Карниола, контролирана от словенската партизанска съпротива. Поради това, че е тежко болна, партизаните не ѝ позволяват да лети до окупирания от съюзниците град Бари в Южна Италия. Вместо това е транспортирана до Далмация, където остава до края на войната. След това се завръща в Целе. Умира от рак на гърдата и туберкулоза на 14 януари 1950 г. в с. Печовник край Целе и е погребана заедно с Тея Шрайбер Гамелин (1906 – 1988) в Светинското гробище.
Повечето от предметите, които е придобила при пътуванията си, изпраща у дома, където по-късно създава малък частен музей. Част от тях са представени в експозицията на Регионалния музей в Целе.